# Peruanische Küche

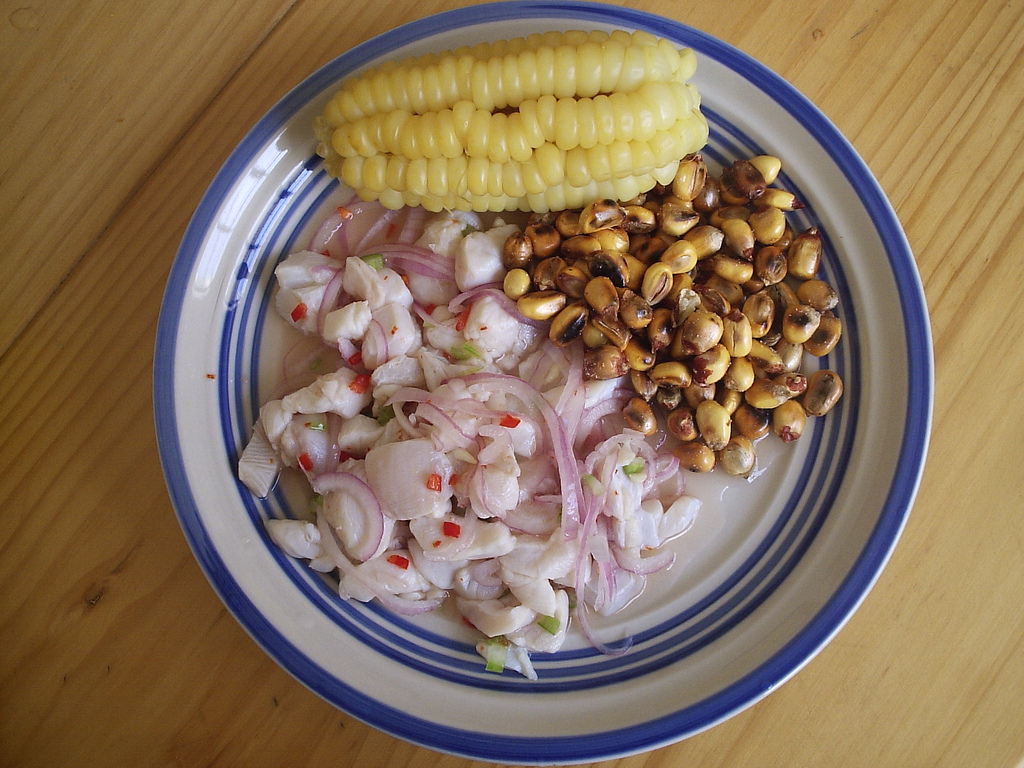
Ceviche mit Mais

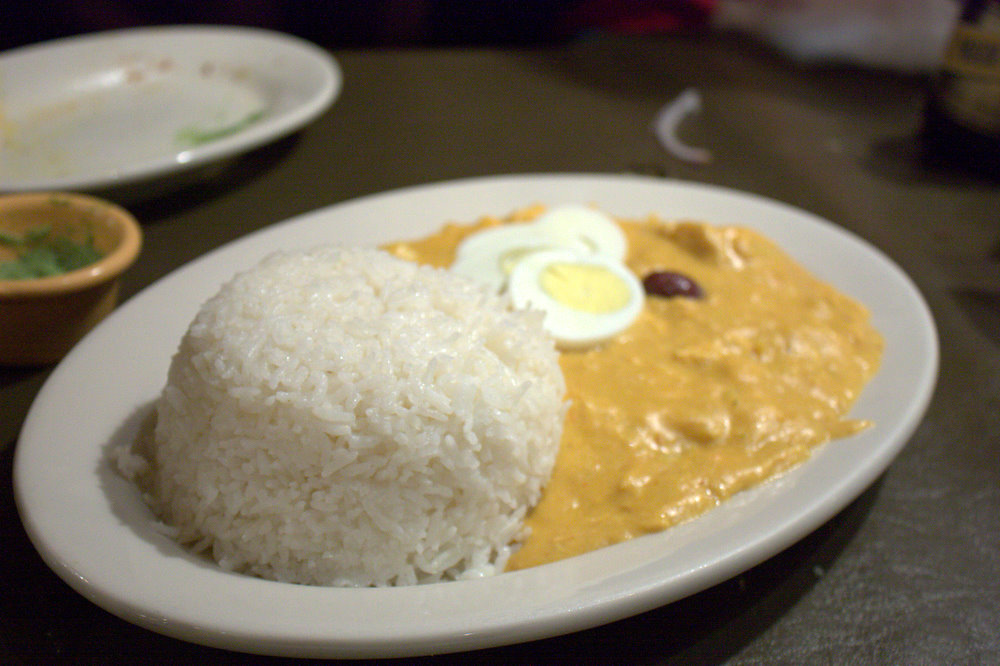
Aji de gallina

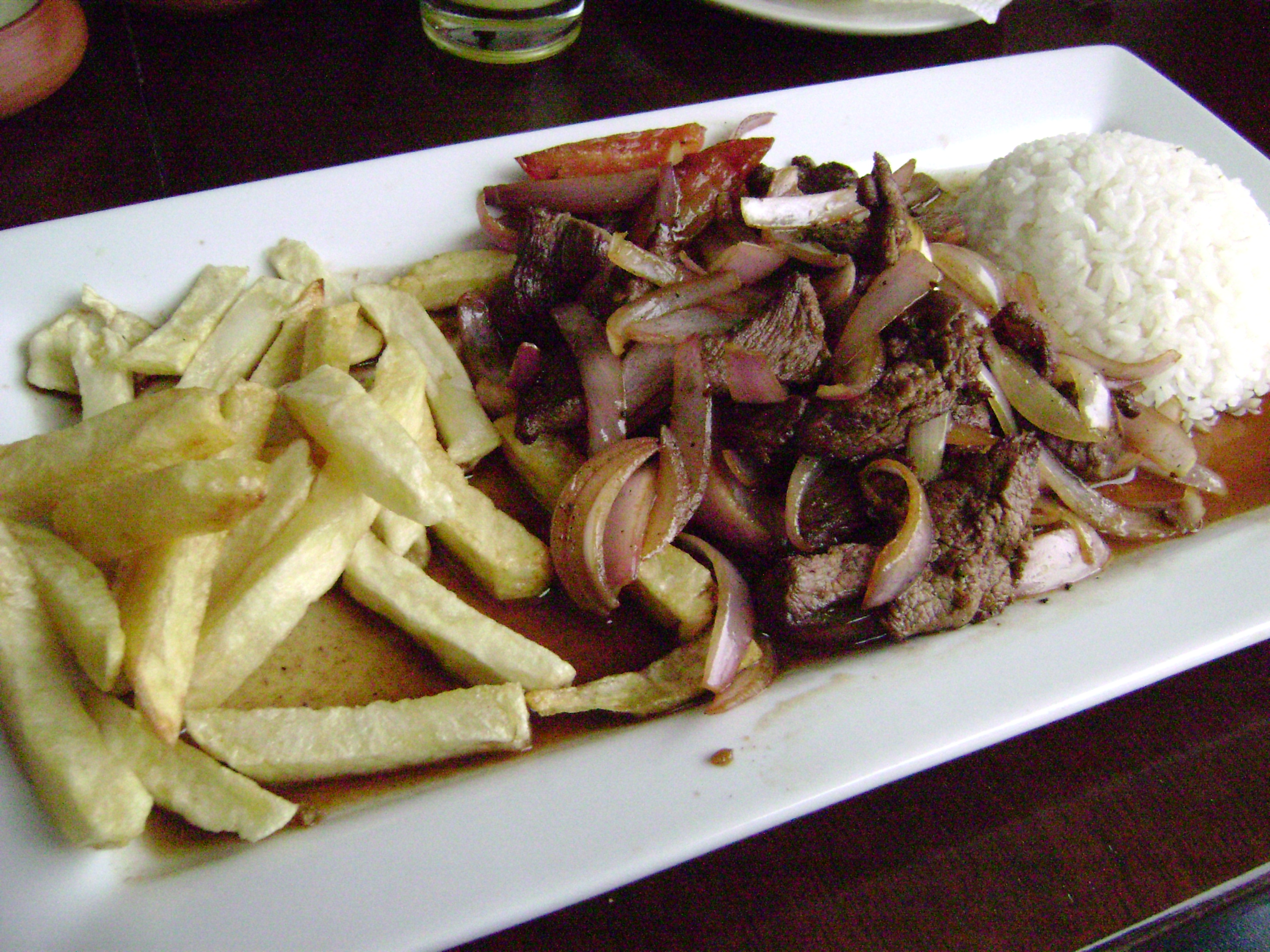
Lomo saltado

Die Peruanische Küche ist die Landesküche Perus. Sie ist aus der Vereinigung zahlreicher Einflüsse entstanden, basierend auf der traditionellen Küche der Inka. In der Kolonialzeit dominierten vor allem Einflüsse der spanischen Küche. Im 19. Jahrhundert wurden Elemente verschiedener Einwandererküchen übernommen, unter anderem der afrikanischen, chinesischen, japanischen, italienischen, französischen und englischen Küche. Bereits zu Beginn des 20. Jahrhunderts zählte Auguste Escoffier die peruanische Küche nach der französischen und der chinesischen zu den „besten Küchen der Welt“. Sie hat in den letzten Jahren in Europa größere Aufmerksamkeit erfahren. Laut dem peruanischen Ministerium für Außenhandel und Tourismus kamen 2013 1,3 Millionen Touristen des Essens wegen ins Land. Sie machten 40 % der gesamten Besucherzahl aus.

## Einflüsse

### Indigene Völker

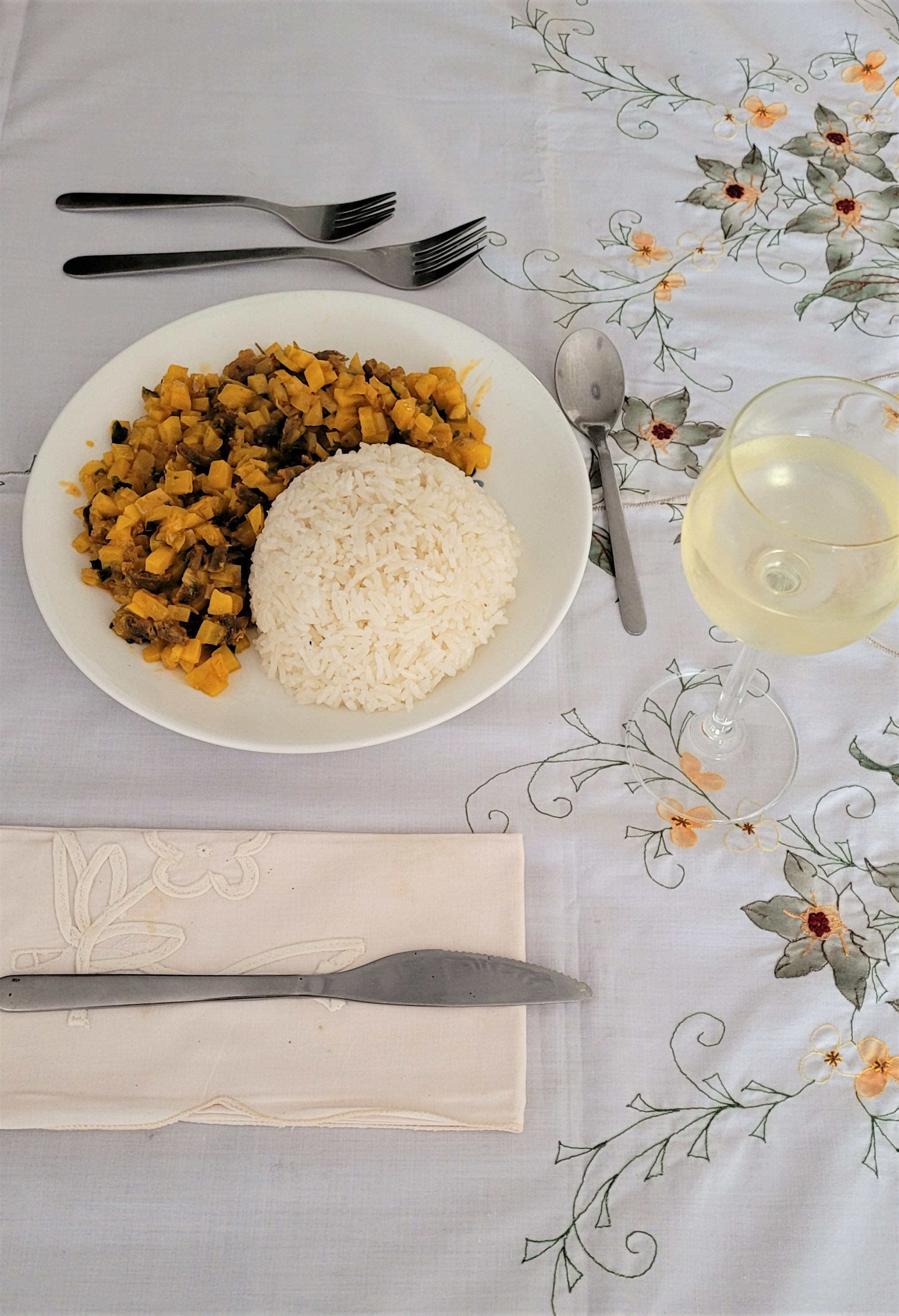
Gericht Olluquito con Charqui (mit Lamafleischstreifen)

Die indigenen Völker, die das Gebiet des heutigen Peru in der präkolumbischen Zeit bewohnten (darunter die Inka), bauten unter anderem Bohnen, Chilis, Kartoffeln, Olluco, Mais und Quinoa an, verwendeten Würzkräuter und beherrschten Techniken zum Trocknen und Konservieren von Lebensmitteln. Peru gilt als Urheimat der Kartoffel, und ca. 2500 Kartoffelsorten sind im Land erhältlich. An Nutzvieh wurden Alpakas, Enten, Lamas, Meerschweinchen und Puten gehalten. Meerschweinchen werden in Peru noch heute als Nutztiere gehalten und Cuy genannt. Pro Jahr sollen bis zu 65 Millionen dieser Tiere hier gegessen werden. Die Lamas lieferten nicht nur Fleisch, sondern auch Wolle, Leder, Fett und Dünger. Süßkartoffeln und Zuckermais waren Zuckerquellen, die für Desserts genutzt wurden, beispielsweise wurden Mais, Zuckermais und Quinoa zu einem warmen Pudding verarbeitet.

### Spanier
Die spanischen Eroberer etablierten im 16. Jahrhundert Schweine, Rinder und Hühner als Fleischlieferanten und führten mit ihrer Küche auch Ingwer, Knoblauch, Koriander, Zitrusfrüchte und Zwiebeln ein. Eine weitere Pflanze, die erst durch die Spanier im Gebiet des heutigen Peru kultiviert wurde, ist das Zuckerrohr, das die Herstellung europäisch geprägter Süßspeisen ermöglichte. Aus Afrika stammende Sklaven waren auf Selbstversorgung angewiesen und wandelten Rezepte ihrer Heimat durch die zwangsweise Verwendung der ihnen zur Verfügung stehenden Zutaten ab, beispielsweise als minderwertig geltende Teile von Schlachttieren. Auch die Verwendung von Melasse als alternatives Süßungsmittel geht auf die oft auf Zuckerrohrplantagen eingesetzten afrikanischstämmigen Sklaven zurück.

### Einwanderer ab dem 19. Jahrhundert
Einwanderer, die die heutige Küche Perus mitgeprägt haben, waren die nach dem Ende der Sklaverei ab den 1850er-Jahren massenhaft angeheuerten chinesischen Vertragsarbeiter, die ab Mitte des 19. Jahrhunderts verstärkt eingewanderten Italiener sowie die sich ab Ende des 19. Jahrhunderts zahlreich ansiedelnden Japaner. Peru war 1873 das erste lateinamerikanische Land, das diplomatische Beziehungen zu Japan aufnahm. Im April 1899 traf eine erste Gruppe von 790 Japanern in Peru ein, um auf Zuckerrohrfeldern zu arbeiten. Heute sind etwa 100.000 Peruaner japanischer Abstammung, und ihr Einfluss auf die peruanischen Essgewohnheiten findet sich in einer „Nikkei-Küche“ genannten Fusionsküche, die japanische Zubereitungsarten mit peruanischen Zutaten verbindet.

## Regionalküchen
Die peruanische Küche ist keine homogene Nationalküche, sondern besteht aus mehreren Regionalküchen. Grundsätzlich lassen sich drei übergeordnete Klimazonen und damit auch ausdifferenzierte Küchen unterscheiden: die heißen, trockenen Küstenregionen, die hoch gelegene Andenregion sowie das Regenwaldgebiet des Amazonasbeckens im Nordosten des Landes. Im urbanen Raum, insbesondere in Lima, haben darüber hinaus Einwanderer die einheimische Küche beeinflusst.
Die Küche der Küstenregion wurde vor allem von den Ureinwohnern, Afrikanern und Chinesen beeinflusst. Hier spielt naturgemäß Fisch eine wichtige Rolle, außerdem werden in signifikantem Maße Zitrusfrüchte angebaut. Typische Gerichte sind Ceviche, ein Salat aus mariniertem Fisch, und Chupe de camarones, eine sämige Suppe aus Garnelen, Kartoffeln, Milch und Chili. Als Ursprung dieser Suppe gilt der Ort Arequipa.
In Zentral- und Nordperu mit den Zentren Lima und Trujillo wurde die Küche von den Spaniern sowie von afrikanischen, europäischen, chinesischen und japanischen Einwanderern geprägt. Hier wird häufig Reis als Beilage verwendet. Sehr verbreitet ist auch die Cocina Criolla. Die Einwanderer aus China haben ihre eigene Küche an die Gegebenheiten in Peru angepasst, sie wird hier Chifa genannt und machte den Wok als Küchengerät in Peru populär.

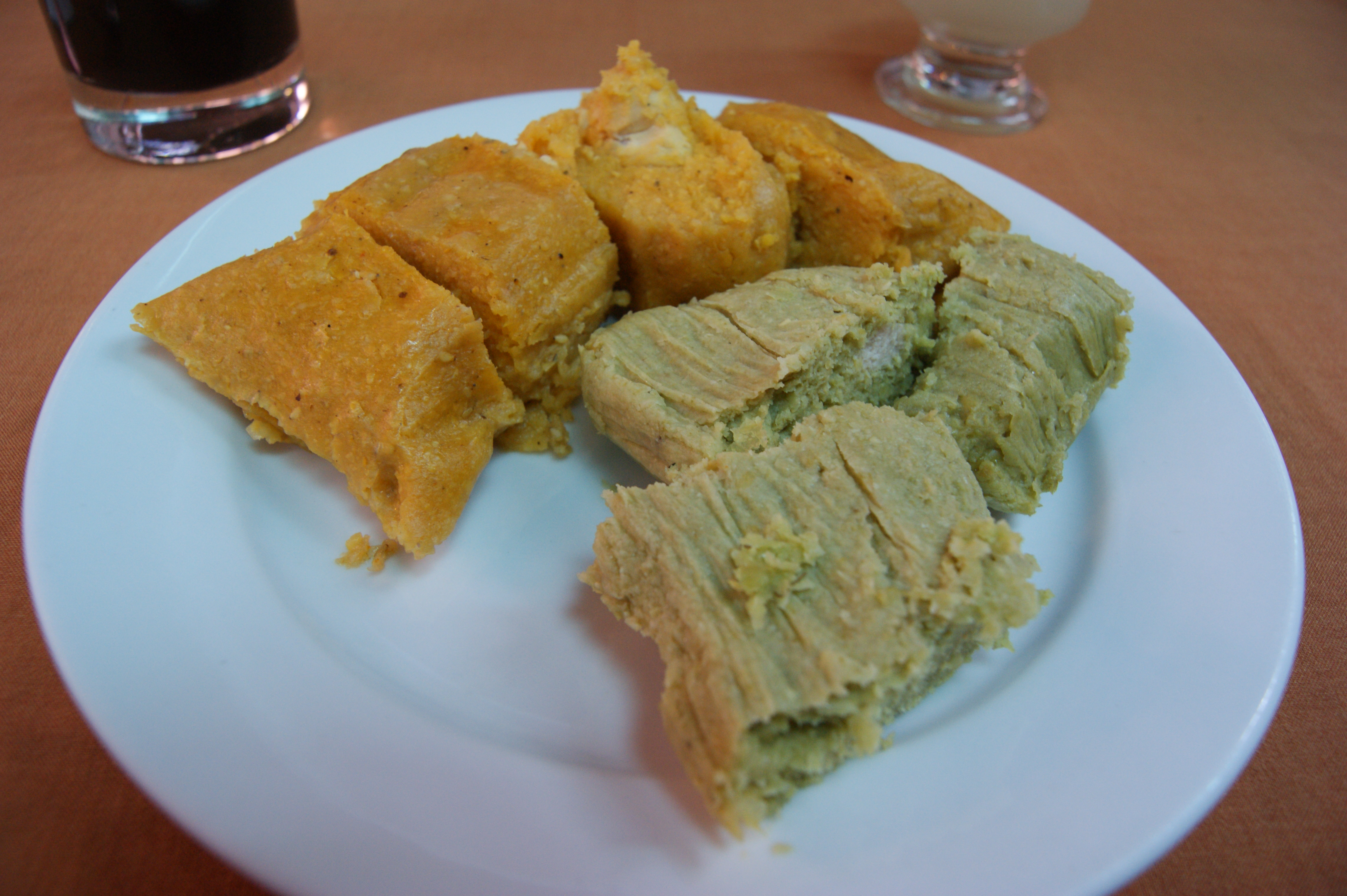
Zwei Sorten Tamales

In Lima bieten viele Straßenstände die lokale Spezialität Anticuchos an, marinierte und gewürzte Rinderherzen auf einem Spieß, die gegrillt und oft mit Kartoffeln oder Mais serviert werden. Sie werden im Freien als Finger Food gegessen, aber auch in creolischen Restaurants angeboten. Ein anderes beliebtes Fast Food sind Tamales: gekochter Teig auf Maisbasis mit Fleisch oder Käse, eingewickelt in ein Bananenblatt. Sie werden häufig auch zum Frühstück gegessen, zusammen mit einer Sauce namens Salsa criolla. Ein populäres Gericht ist außerdem Papa a la Huancaína, in Scheiben geschnittene, gekochte Kartoffeln auf Kopfsalat mit einer würzigen Käsesauce und Oliven.

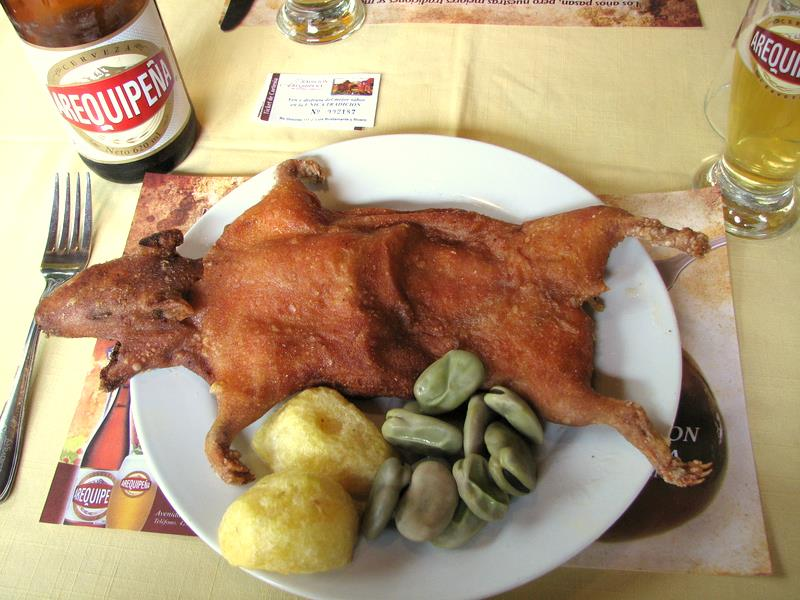
Gebratenes Meerschwein (Cuy chactado) mit Beilagen

Die Küche der Peruaner in den Anden basiert traditionell vor allem auf Mais, Kartoffeln und verschiedenen anderen Pflanzenknollen. Hier werden auch heute noch einheimische Alpacas und als Haustiere gehaltene Meerschweinchen gegessen, Schafe und Schweine werden importiert. Die Alltagskost war früher sehr einfach, aufwändige Rezepte gab es nur für Festspeisen. Das bekannteste Gericht dieser Region heißt Pachamanca, ein Festessen. Es ist ein Eintopfgericht aus verschiedenen Fleischsorten wie Schweinefleisch und Rindfleisch, Kräutern und Gemüsen, das langsam auf heißen Steinen vor sich hin köchelt. Eine andere traditionelle Variante ist Pachamanca in einem tiefen Erdloch, eingebettet in Bananenblättern, zu erhitzen. Die Erde produziert die notwendige Hitze. Der typische Speisefisch dieser Region ist die Forelle, die hier gezüchtet wird. Ein traditionelles Gericht ist auch Cuy chactado, das aus gebratenem Meerschweinchen besteht. Meerschweinchen können gekocht auch Bestandteil einer Pachamanca sein.
Wiederum anders sind die Gerichte in der Amazonas-Urwaldregion von Peru (Provinz Loreto). Sie verwenden spezifische Fische, Früchte (wie z. B. Camu-Camu) und Knollengewächse sowie Zutaten, welche vor allem in jener tropischen Region vorkommen. Der Amazonas ist dabei eine reichhaltige Quelle für tierische Nahrung, so werden Flussschnecken, Frösche und Süßwasserfische wie der Arapaima gefangen und zubereitet bzw. an Restaurants im ganzen Land geliefert.

## Esskultur
Eine traditionelle Zubereitungsmethode ist das Garen von Speisen im huatia, einem Tonbackofen, der bereits den Inka bekannt war. Traditionell wird der Ofen in einem Loch im Boden aus Fels- und Backsteinen errichtet. Die Steine werden durch brennendes Holz erhitzt, dann werden die Speisen in den Ofen gegeben und selbiger mit Erde bedeckt, bis sie gar sind. Der Begriff „huatia“ wird heute synonym für Kochgruben verwendet.
Huariques sind meist kleine Restaurants in den Städten, die nur wenige Gerichte anbieten, die auf traditionellen, innerhalb einer Familie über Generationen weitergegebenen Rezepten beruhen. Als Weihnachtsbraten ist in Peru gefüllte Pute populär. Ein typisches Weihnachtsgebäck ist der italienische Panettone-Kuchen, von dem in der Saison in Peru ca. 20 Millionen Stück abgesetzt werden. Wie der Panettone werden viele Süßspeisen primär an bestimmten religiösen Feiertage verzehrt und werden mit diesen assoziiert.
Gemüse als zentraler Bestandteil eines Hauptgerichts ist in Peru populärer als in anderen südamerikanischen Ländern.

### Cocina Novoandina
Als Cocina Novoandina (spanisch Neuandine Küche) bezeichnet man einen aktuellen Trend v. a. in der peruanischen Küche, traditionelle Rezepte und Zubereitungsmethoden des Andenraums für die moderne Gastronomie nutzbar zu machen. Mit diesem Vorhaben sind einerseits natürlich wirtschaftliche Motive verbunden, auf der anderen Seite soll damit aber auch die einheimische Kultur gestärkt und weiter verbreitet werden. Gastón Acurio, Bernardo Roca Rey, Luis la Rosa und Virgilio Martínez Véliz gehören zu den bekanntesten Vertretern dieser Küche. Lima gilt als Hauptstadt der Cocina Novoandina, da sich hier in den letzten Jahren mehrere Kochschulen mit diesem Konzept profiliert haben – der Trend ist jedoch auch in anderen großen Städten Perus wie Huaraz, Cusco oder Huancayo zu beobachten.
Während die ursprüngliche lateinamerikanische Küche in den letzten Jahrhunderten sehr starke Einflüsse durch die spanischen Eroberer und teilweise durch andere Einwanderergruppen erfahren hat, versucht man nun, die alten Rezepte und Zubereitungsarten wieder zu entdecken und zu vermarkten. Dabei soll dem Umstand Rechnung getragen werden, dass sich der Geschmack gewandelt hat. Die Cocina Novoandina entwickelt daher neue Rezepte auf traditioneller Basis.
Die Cocina Novoandina arbeitet mit ländlichen Produktionsgenossenschaften zusammen, um die Landbevölkerung zu unterstützen. 2007 wurde die Gastronomievereinigung Apeca mit dem Ziel gegründet, gerechtere und effizientere Strukturen in der Nahrungsmittelkette zu schaffen. Kleinbauern und Fischern soll der Marktzugang erleichtert werden.

## Typische Gerichte

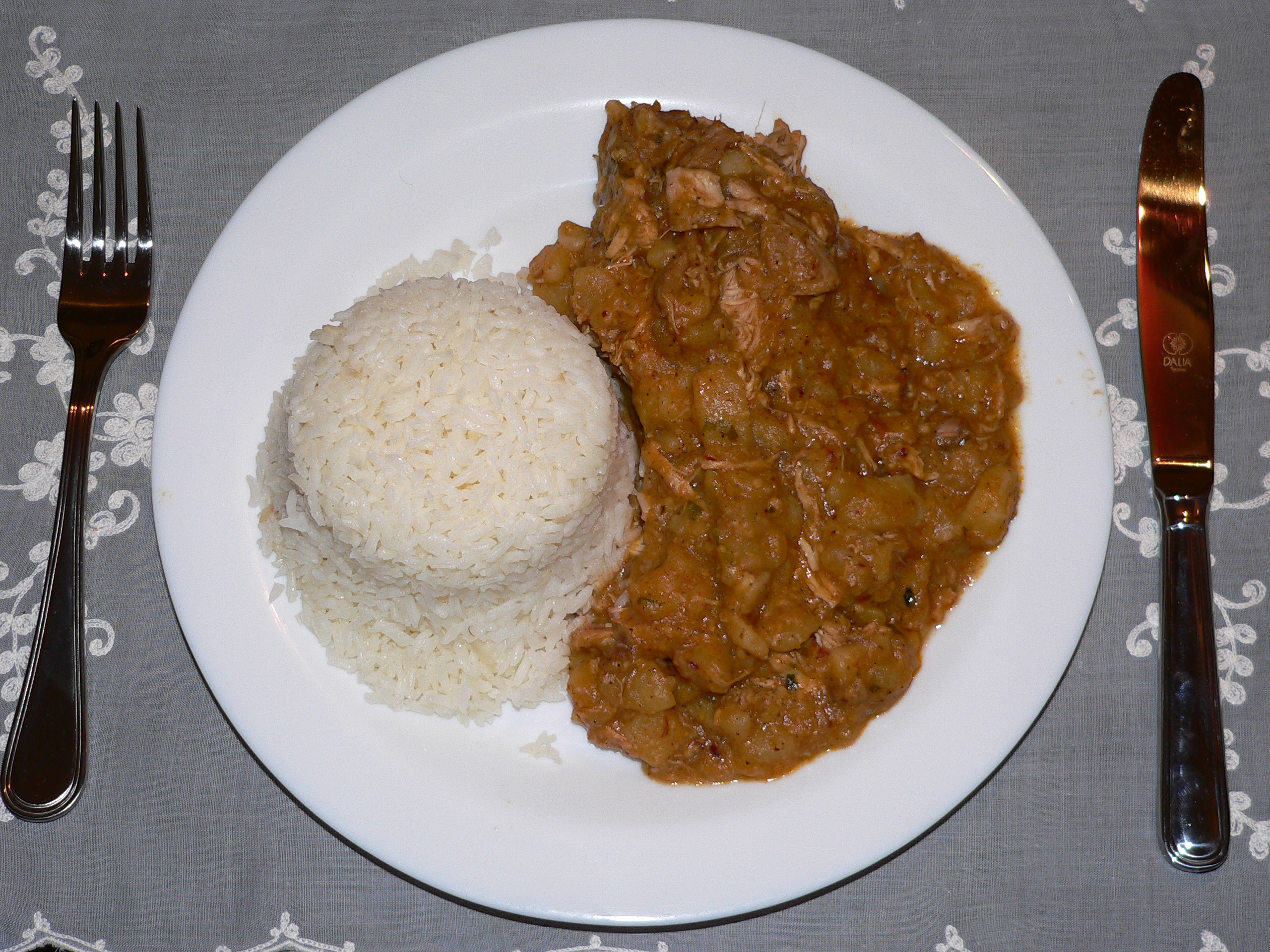
Carapulcra

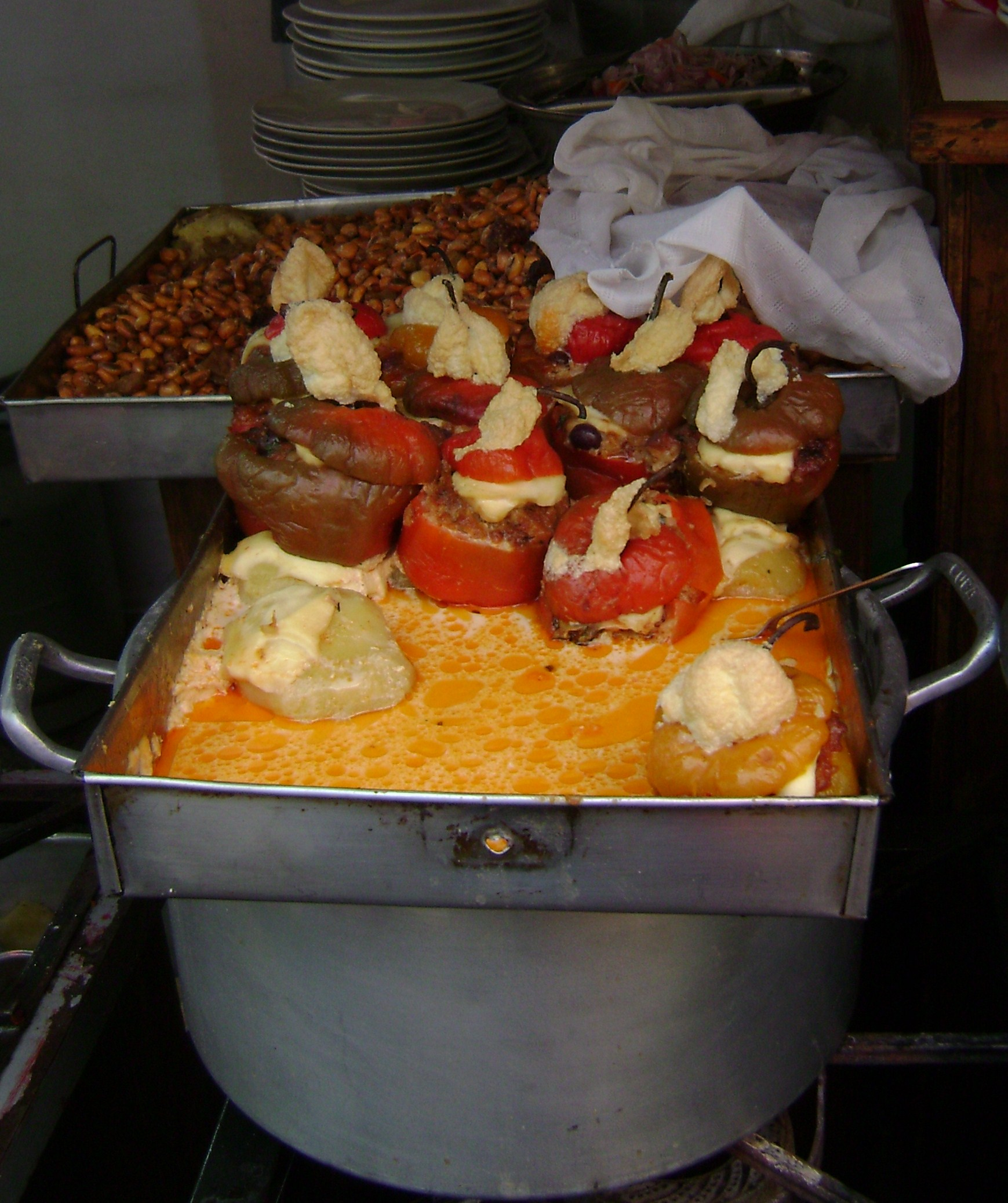
Rocoto Relleno

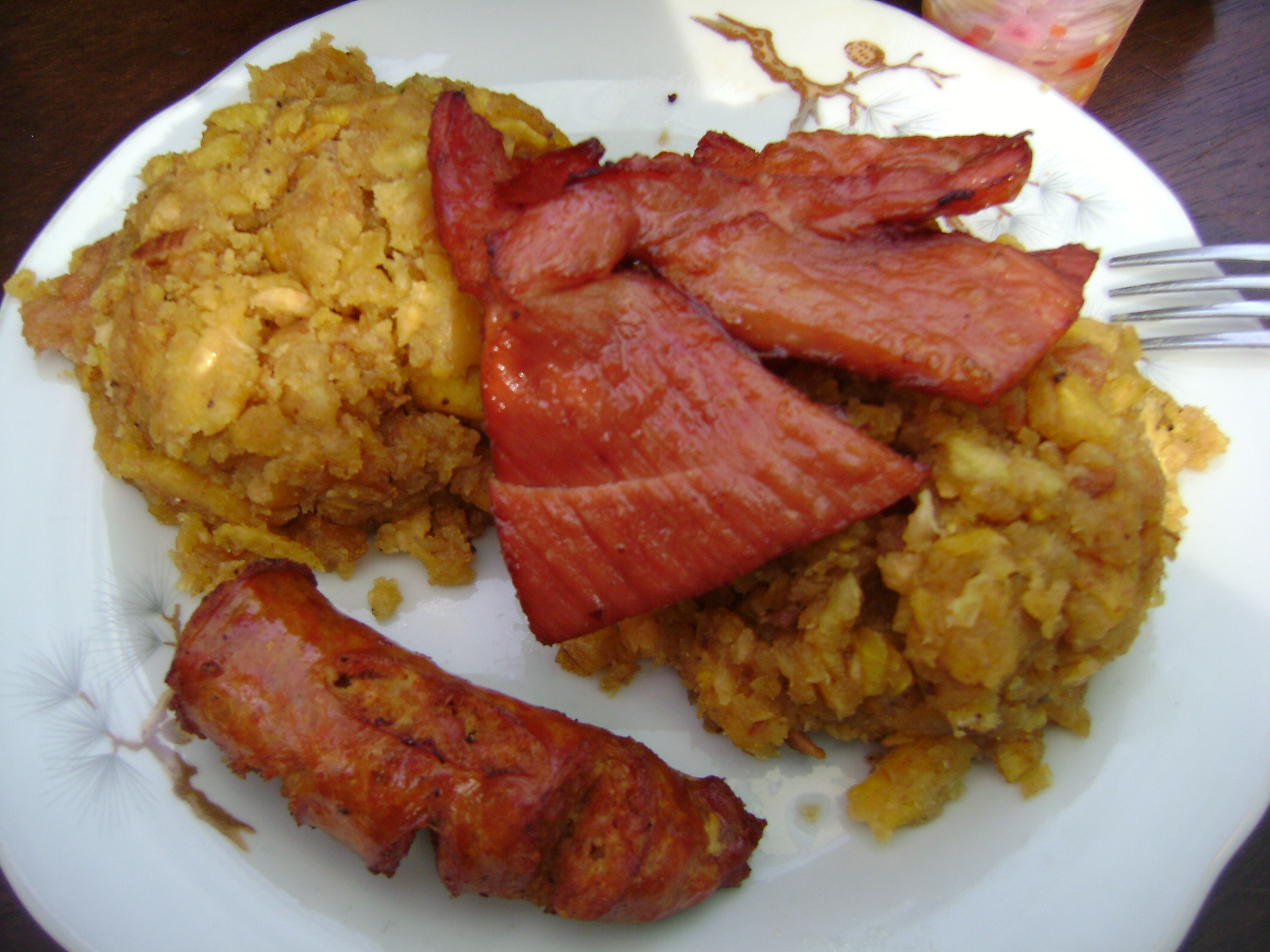
Tacacho

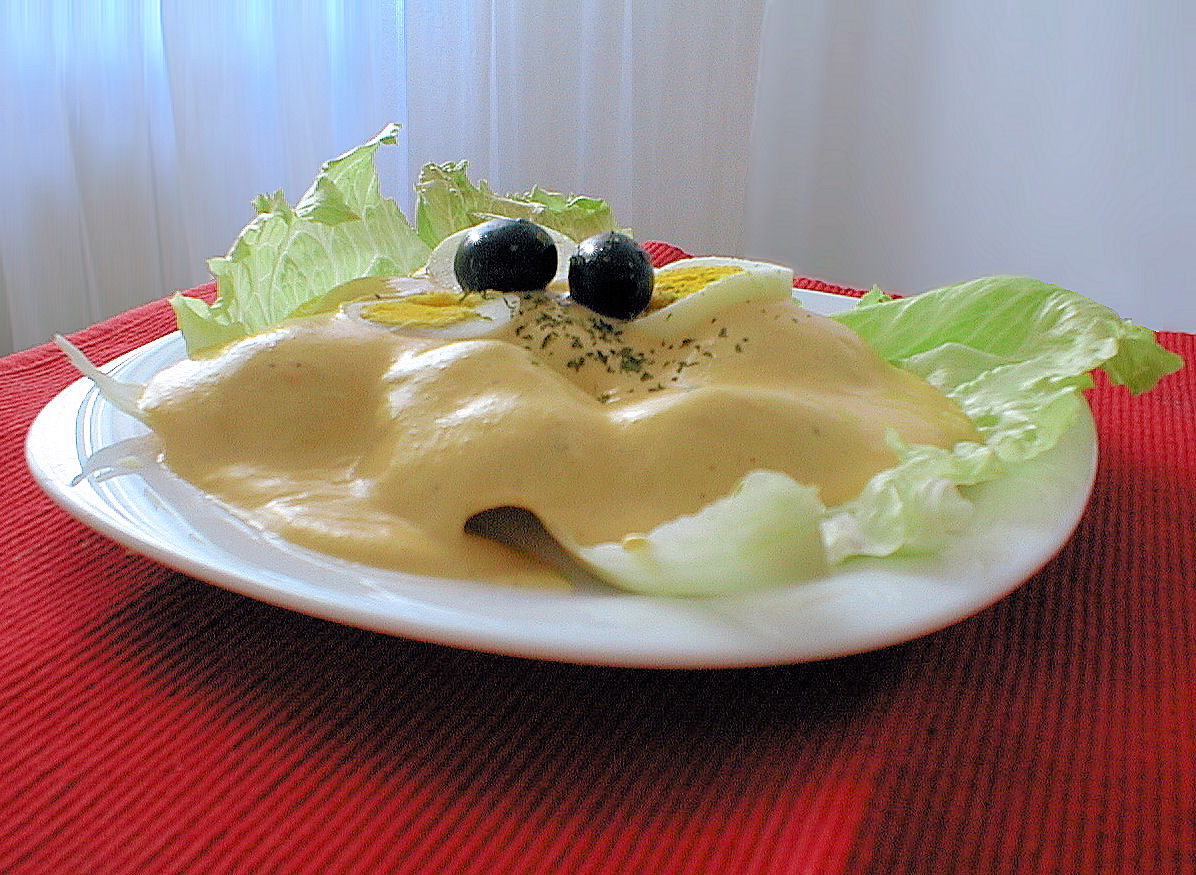
Papa a la Huancaína

- Ají de gallina (Hühnerfleisch in einer Chili-Sauce)
- Albondigas (Fleischbällchen)
- Anticucho (am Spieß gegrilltes Rinderherz)
- Arroz con Pollo (Reis mit Huhn) und Arroz con Pato (Reis mit Ente)
- Cau-Cau (Kutteln mit Kartoffelwürfeln gekocht in Kurkuma-Sauce)
- Causa (geschichtetes, herzhaftes Törtchen mit Kartoffelbrei und weiteren Zutaten)
- Ceviche (roher Fisch/Calamari in Limettensaft mariniert)
- Chancho Adobade (Schweinefleisch in Orangen- und Zitronensauce)
- Chicharrón de Chancho (geröstetes Schweinefleisch mit einer dicken Speckschwarte)
- Choclo con queso (gekochter Maiskolben mit Käse)
- Conchitas a la Parmesana (Jakobsmuscheln mit Parmesan gratiniert; trotz des Namens ein peruanisches Gericht)
- Cuy chactado (gebratenes Meerschweinchen)
- Escabeche de Pescado (gebratener Fisch an Essig-Zwiebelsauce)
- Lomo saltado (mit Zwiebeln und Paprika gebratene Rindfleischstücke)
- Olluquito con Charqui (Knollengewächs Olluco mit getrocknetem Lama-Fleisch)
- Pachamanca (Quechua für Erdtopf)
- Papa a la Huancaína (gekochte Kartoffelstücke mit einer scharfen Käsesoße übergossen, oft als Vorspeise serviert, benannt nach der Stadt Huancayo)
- Papa Rellena (in Mehl und Ei gebackene Hülle aus Kartoffelstock gefüllt mit Hackfleisch und gehackten Oliven und Eiern)
- Patarashca (in Bananenblättern gegrillter Süßwasserfisch)
- Picante de Camarones (Garnelen und Peperonistreifen an scharfer Tomatensauce; Spezialität von Arequipa)
- Pollo a la brasa (Mariniertes, gegrilltes Huhn mit Pommes frites)
- Rocoto Relleno (scharfe Paprika mit Rinderhack gefüllt und mit Käse überbacken)
- Sanguches (heiße Sandwiches als Street Food; oft als Frühstück)
- Solterito (Salat mit dicken Bohnen, Choclo-Mais und Frischkäse; typisch für die Region Arequipa)
- Tacachos (Klöße aus Kochbananen und Speck)
- Tacu tacu (Frittierte Fladen aus Reis und Bohnen, belegt mit einem Stück Fleisch oder einem Spiegelei)
- Tamales (gekochter Maisteig mit Einlagen)
- Tequeños (den asiatischen Frühlingsrollen ähnliche Teigtaschen)

### Suppen und Eintöpfe
- Carapulcra (Eintopf aus entfeuchteten Kartoffeln und Schweinefleisch)
- Chupe de Camarones (Suppe aus Garnelen, Kartoffeln, Reis, Gemüse und Milch)
- Estofado (ein Eintopf aus Fleisch, Kartoffeln, Mais und Möhren)
- Parihuela (Suppe aus Fischen und (oder) Meeresfrüchten, Kartoffeln oder Yuca)
- Seco de Carne (Rindfleischeintopf mit Koriander, in Nordperu als Seco de Cabrito mit Lammfleisch und Bier)
- Shambar (Eintopfgericht mit Schweinefleisch, Körnern und Bohnen; typisch für Nordperu)
- Sopa a la Criolla (Nudelsuppe mit Fleischeinlage)

### Desserts und Gebäck
- Afroz (Reispudding mit Melasse)

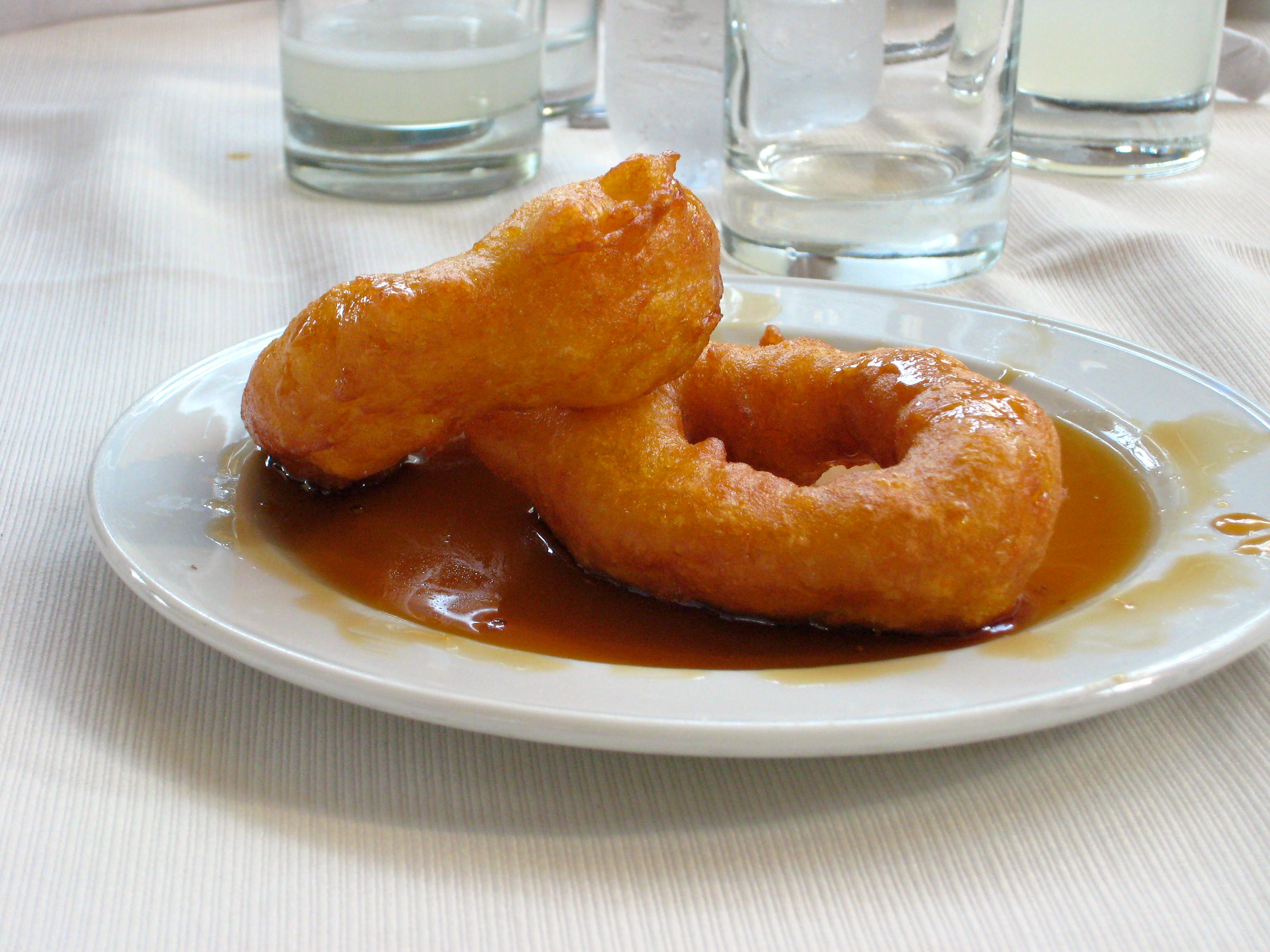
Picarones

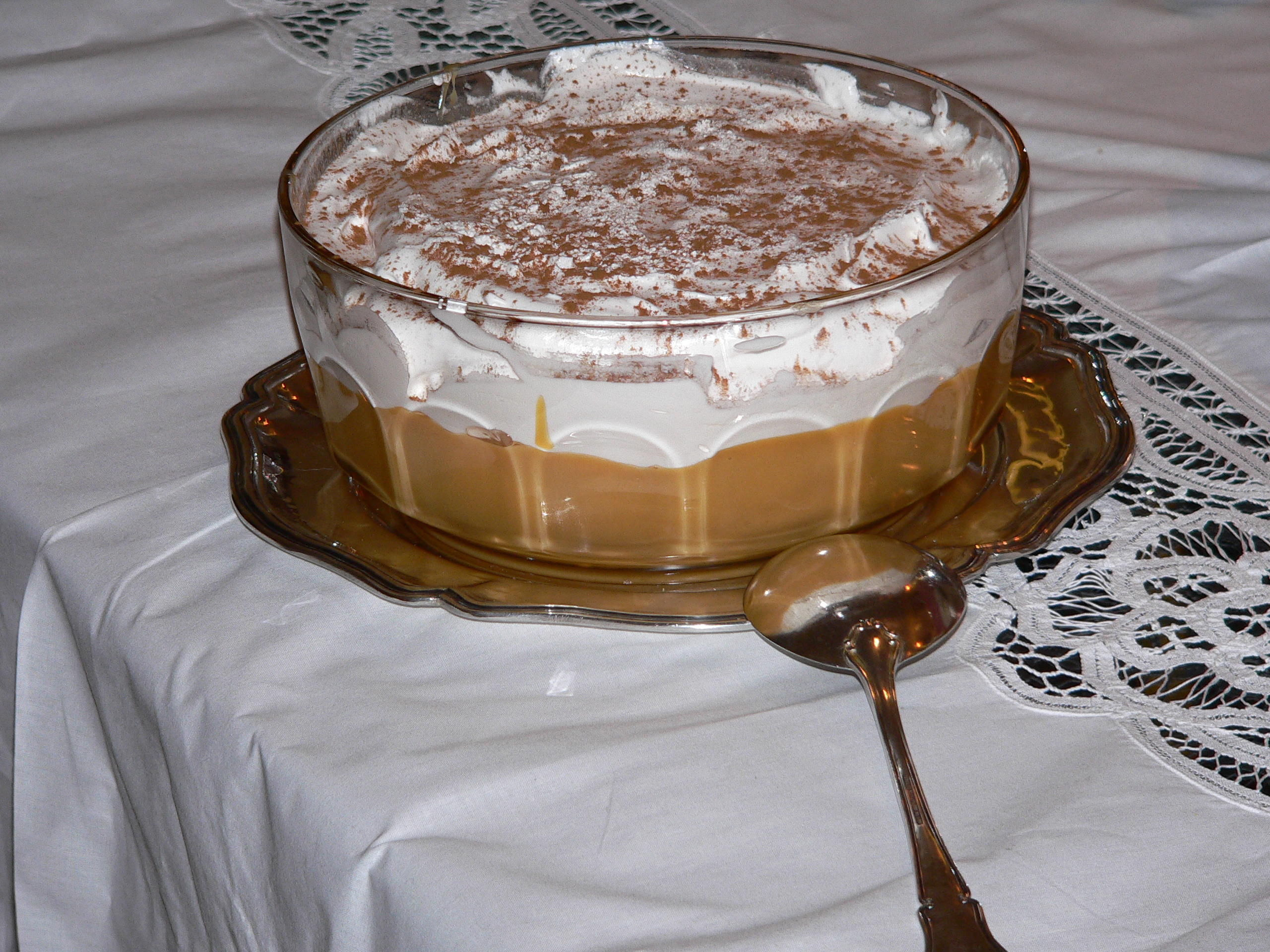
Suspiro de limeña

- Alfajores (in ganz Lateinamerika beliebte, kleine Doppelkekse mit Cremefüllung, in Peru traditionell mit Dulce de leche)
- Frejol Colado (süßer Pudding aus schwarzen Bohnen)
- Machacado de Membrillo (eingedicktes, gezuckerter Quittengelee)
- Mazamorra morada (Gelee aus violettem Mais gekocht mit Zucker, Zimt und Früchteteilen; in der Region von Huánuco alternativ mit Kürbis zubereitet)
- Picarones (frittierter Teigring aus Süsskartoffelmehl und Yuca serviert mit Sirup)
- Rosquitas (ringförmige, saftige Kekse)
- Suspiro de Limeña (Seufzer einer Limaerin, Dulce de leche mit Baiser-Häubchen)

### Snacks
- Canchas (in Öl geröstete und gesalzene Maiskörner)
- Chifles (frittierte und gesalzene Kochbananenscheiben, die wie Chips gegessen werden, oft noch warm)

## Getränke

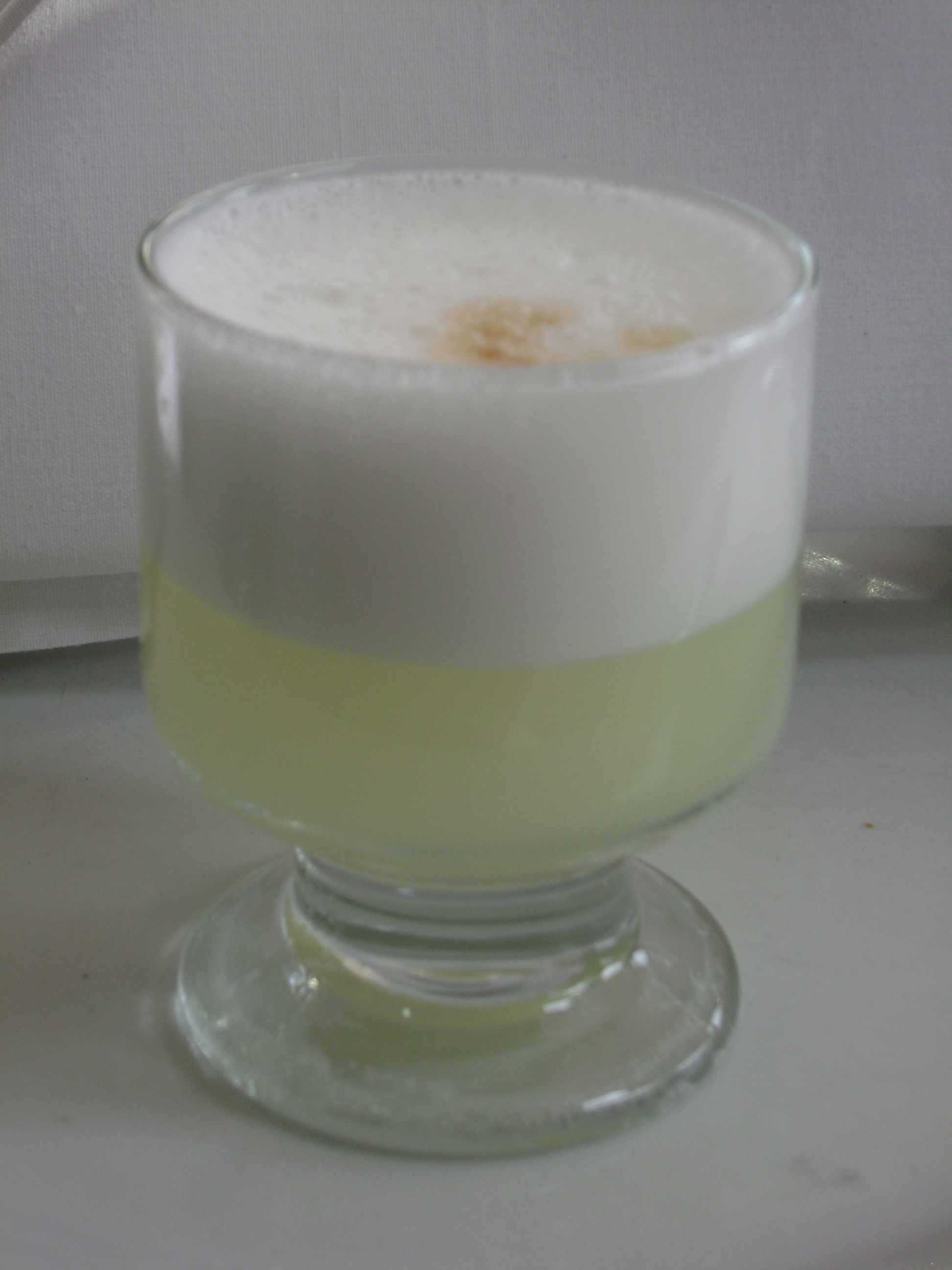
Pisco Sour

Pisco ist ein aus fermentiertem Traubenmost destillierter Weinbrand, der oft als Nationalgetränk Perus (und Chiles) bezeichnet wird. Pisco ist die Hauptzutat zweier bekannter Cocktails: Der Pisco Sour ist ein in den 1920er-Jahren in Lima entwickelter Drink der Sour-Kategorie. Der mitunter mit Peru assoziierte Pisco Punch wurde hingegen Ende des 19. Jahrhunderts im US-amerikanischen San Francisco erfunden.
Leche de tigre (auf Deutsch etwa Tigermilch) ist eigentlich eine aus Zitrussaft, Chilis, Salz sowie nach Geschmack aus Kräutern und Gewürzen bestehende Marinade für Ceviche. Sie wird aber auch als Getränk verwendet und soll dabei aphrodisierend wirken und gegen Kater helfen.
- Chicha, eine Art Bier aus Mais
- Chicha morada, ein alkoholfreies Getränk aus violettem Mais
- Cóctel de Algarrobina, ein Cocktail aus einem Extrakt von Johannisbrotfrüchten, Milch, Pisco, Eigelb, Zucker und Zimt
- Inca Kola
- Matetee